# 고퇴경
고퇴경(高退坰, 1990년 9월 21일 ~ )은 대한민국 약사이자 유튜버이다.
자신이 표현하고자 하는 내용을 다양한 음악과 창의적인 편집으로 표현해 인기를 끌기 시작했다. 유튜브 활동 초기에는 주제에 제한을 두지 않고 자유롭게 영상을 업로드하였으나, 주로 K-POP관련 영상들이 반응이 제일 좋자 이를 주요 콘텐츠로 다루고 있다. 또한 특정 장소, 특정 시간대에 모여 음악에 다같이 춤을 추는 랜덤 플레이 댄스 콘텐츠로도 인기를 끌고 있다. K-POP이 해외에서도 크게 인기를 얻으며 국내는 물론 뉴욕 등 해외 주요 도시에서도 랜덤 플레이 댄스를 진행하고 있다. 2019년 5월 현재 고퇴경이 운영하는 유튜브 채널 퇴경아 약먹자의 구독자 수 177만 명으로, 한국 유튜브 채널 중 100위에 올라있다.

## 학력
- 울산성신고등학교 졸업
- 영남대학교 약학 학사
- 영남대학교 대학원 약학 석사

## 방송 활동
- 2016년 대구문화방송 《생방송 징검다리》
- 2017년 JTBC 《문제적 남자》
- 2018년 KBS2 《VJ 특공대》